# عقاب الحيات الفلبينية
عقاب الحيات الفلبينية (الاسم العلمي Spilornis holospilus)، طائر جارح من النعبول وفصيلة البازية. كانت تُصنف سابقًا نويعًا من عقاب الحيات المتوجة. موطنها الفلبين، توجد في كافة جزرها باستثناء بالاوان.